# Unsolved!
Unsolved!: The History and Mystery of the World’s Greatest Ciphers from Ancient Egypt to Online Secret Societies (с англ. — «Неразгаданные! История и тайна величайших шифров мира от Древнего Египта до онлайн-тайных обществ») — книга американского криптолога и математика Крейга Бауэра, изданная в 2017 году на английском языке издательством Принстонского университета. В книге рассматриваются различные нерешенные шифры, скрывающие в себе важные секреты, исторические факты или просто являющиеся упражнениями для ума. Автор описывает основы криптологии, историю и особенности каждого шифра, а также приглашает читателей попробовать свои силы в их расшифровке. Среди примеров нерасшифрованных текстов, представленных в книге, рукопись Войнича, шифр Зодиака, шифр «Дорабелла» и многие другие. Некоторые из представленных в книге нерешённых криптограмм были расшифрованы после её издания.

## Автор
Крейг Бауэр — американский криптолог и математик, преподаватель математики в Йоркском колледже Пенсильвании, главный редактор журнала Cryptologia. Автор работ по истории криптографии. 

## Содержание
Первая глава книги Бауэра посвящена рукописи Войнича — знаменитой книге, написанной тайным языком. Эта глава занимает почти 90 страниц и содержит подробный обзор истории и криптографических свойств этого текста. Бауэр рассказывает о различных попытках разгадать тайну этой книги, начиная с её открытия в начале XX века и заканчивая современными исследованиями. Он также описывает особенности языка, письма и иллюстраций рукописи, а также различные попытки её расшифровать. 
Вторая глава книги называется «Древние шифры». В ней рассказывается о надписях на греческих вазах, египетских саркофагах и других предметах. Большинство примеров в главе не имеют отношения к криптографии, так как связаны с надписями, которые трудно прочесть из-за необходимости владеть языком создателей. Третья глава посвящена шифру «Дорабелла».
В трех подряд идущих главах (4, 5 и 6) Бауэр рассказывает о случаях, когда убийцы или подозреваемые использовали зашифрованные сообщения для сокрытия своих действий или мотивов. В четвертой главе он описывает самый известный пример такого рода — криптограммы Зодиака, серийного убийцы, который отправлял в газеты и полицию шифрованные письма. Бауэр подробно изучает это дело и анализирует различные версии расшифровки писем Зодиака. В пятой главе он рассматривает другой интересный случай — дело Генри Дебосниса, который был обвинен в убийстве своей жены и повешен в 1883 году. После его смерти были обнаружены зашифрованные записки, которые так и не были расшифрованы. В главе также упоминаются другие дела, связанные с шифрами, например, дела «Человека в маске» (Германия) и Сьюзан Пауэлл (США), в которых для шифрования данных использовалось криптографическое программное обеспечение.
В шестой главе книги рассказывается о жертвах преступлений, которые оставили зашифрованные записки. Рассматриваются дело Рики МакКормика, Сомертонского человека, а также дело Пола Рубина, умершего от отравления цианидом в 1953 году, на теле которого была найдена зашифрованная записка. Бауэр провел обширное исследование дела Пола Рубина, раскрывая ранее неизвестные факты. В книге приводится скан-копия криптограммы Рубина. До этого публиковалась только фотография, показывающая неполные детали записки.
В седьмой главе «Из могилы?» Бауэр рассказывает о необычных экспериментах в истории криптографии, связанных с парапсихологией. Он начинает с истории британского психолога Роберта Таулесса, который в 1948 году опубликовал криптограмму без ключа, надеясь передать информацию из загробного мира после своей смерти. Такие эксперименты были направлены на доказательство связи между миром живых и миром мертвых. Неудачные с точки зрения парапсихологии, они представляли собой интересные задачи для взломщиков шифров, и в книге описывается, как некоторые из таких посланий были расшифрованы, а также ещё не вскрытые коды. 
В восьмой главе Бауэр описывает нерешенный шифр-загадку, опубликованный американским криптологом Джозефом Моборном в 1915 году. Бауэр приводит текст задачи, приводит её исторический контекст и представляет свою гипотезу о том, что Моборн использовал шифровальный цилиндр. 
В девятой главе рассказывается о различных неразгаданных криптограммах, которые могут рассматриваться как вызов для криптологов. Описываются классические примеры, такие как шифр д'Агапеева, криптограммы Фейнмана, китайская загадка золотого слитка, надпись в Шагборо и скульптура Криптос. Бауэр предоставляет новую информацию о шифрах Криптоса (в том числе о нерасшифрованной четвёртой части) и объясняет, почему он считает, что K4 была зашифрована с помощью шифра на основе матрицы. В главе 9 также описываются более новые криптографические загадки, такие как Цикада 3301, сокровище Фенна и загадка PCCTS. Также описываются шифры Била — сообщения XIX века, которые якобы описывают местонахождение клада, содержащего большое количество золота. Бауэр считает, что история о сокровище вряд ли правдива. Описывается также клад пирата Оливье Левассёра. Бауэр использует этот пример, чтобы рассказать о шифре Pigpen. 
В десятой главе рассматриваются длинные шифры, в основном представляющие собой книги, написанные с использованием неизвестных систем шифрования. Описываются записная книжка Джеймса Хэмптона и кодекс Рохонци. Также упоминаются созданные Гордоном Раггом рукопись Пенитентии и рукопись Рикардуса, а также «Книга Ву», которые рассматриваются как примеры современных творческих криптографических головоломок.
В последней главе рассматривается поиск и расшифровка возможных сообщений из космоса. В этой главе также описываются криптографические задачи RSA и криптографическая головоломка Рона Ривеста «Капсула времени». 
«Неразгаданные!» включает 14-страничный указатель, 25 страниц примечаний, 42 страницы «ссылок и дополнительной литературы» и множество иллюстраций.

## Отзывы
Журнал Foreword положительно оценивает книгу, называя ее увлекательной, захватывающей и интересной. Отмечается квалификация автора, его стиль и подход к теме. Автор рецензии говорит, что книга доступна и понятна для начинающих, но также привлекательна для опытных взломщиков кодов. Она демонстрирует, как развитие технологий влияет на шифрование и дешифрование сообщений. В то же время, отмечается, что книга имеет «темную сторону», затрагивая шифры, связанные с преступниками. Рецензент предполагает, что это может оттолкнуть тех, кто предпочитает избегать таких мрачных тем. В целом делается вывод, что книга подходит для всех, кто любит острые ощущения и головоломки, и побуждает читателей попытаться разгадать некоторые из шифров, которые до сих пор остаются тайной.
В обзоре в журнале Nature Эндрю Робинсон отмечает, что книга представляет собой вызов для любителей шифров, предлагая им множество нерешенных головоломок и убедительные логические рассуждения и догадки автора. В то же время, отмечается, что в книге пропущены или недостаточно подробно рассмотрены некоторые важные и интересные примеры нерасшифрованных письменностей, таких как Фестский диск, а также впечатляющие расшифровки, представленные для линейное письмо Б и письма майя. Отмечается, что некоторые части книги требуют знания математики на университетском уровне.  
Клаус Шмех в рецензии для журнала Cryptology оценивает книгу как важный вкладом в литературу по истории криптологии. Он отмечает, что это одна из немногих книг, посвящённых нерешённым криптограммам. Рецензент отмечает, что автор представляет новые факты и гипотезы, а также затрагивает современные криптографические задачи. Как достоинство книги оценивается то, что автор не тратит время на спекуляции и необоснованные теории, а опирается на логику и здравый смысл. Общий вывод заключается в том, что книга Бауэра обязательна к прочтению всем, кто интересуется взломом шифров. В то же время указывается на несколько ошибок в книге, которые были обнаружены экспертами по криптологии после её издания. 

## Взломанные шифры
Некоторые описанные в книге криптограммы были расшифрованы уже после её издания. «Человек в маске» раскрыл свои пароли в 2016 году, что позволило расшифровать его данные. В 2020 году был расшифрован 340-символьный шифр Зодиака. Была установлена личность «Сомертонского неизвестного». Удалось найти сокровища Фенна. Расшифровка «Книги Ву» была опубликована её создателем.